# Prikraj
 Prikraj  falu Horvátországban Zágráb megyében. Közigazgatásilag Brckovljanihoz tartozik.

## Fekvése
Zágrábtól 26 km-re, községközpontjától 1 km-re keletre, a megye keleti részén fekszik.

## Története
A települést 1670-ben a bozsjákói uradalom részeként, a Zrínyi család birtokaként említik először. 1671-ben hűtlenség címén a kincstáré lett, majd 1686-ban I. Lipót király Draskovich Jánosnak és feleségének Nádasdy Máriának adta és ezután végig a Draskovichok birtoka maradt.
A falunak 1857-ben 172, 1910-ben 258 lakosa volt. Trianonig Zágráb vármegye Dugoseloi járásához tartozott. 1993-ban az újjáalakított brckovljani község része lett. 2001-ben 590 lakosa volt.

## Lakosság
| Lakosság változása | Lakosság változása | Lakosság változása | Lakosság változása | Lakosság változása | Lakosság változása | Lakosság változása | Lakosság változása | Lakosság változása | Lakosság változása | Lakosság változása | Lakosság változása | Lakosság változása | Lakosság változása | Lakosság változása |
| ------------------ | ------------------ | ------------------ | ------------------ | ------------------ | ------------------ | ------------------ | ------------------ | ------------------ | ------------------ | ------------------ | ------------------ | ------------------ | ------------------ | ------------------ |
| 1857               | 1869               | 1880               | 1890               | 1900               | 1910               | 1921               | 1931               | 1948               | 1953               | 1961               | 1971               | 1981               | 1991               | 2001               |
| 172                | 182                | 183                | 240                | 256                | 258                | 278                | 262                | 237                | 245                | 257                | 283                | 280                | 321                | 590                |

## Nevezetességei
Védett épület a Radić utca 57. szám alatti hagyományos, népi építésű lakóház. A ház melletti kertben még további épületek találhatók: konyha kenyérsütő kemencével, pajta, kukoricagóré, istálló, kút és két kisebb téglaház. A fából épített lakóház 1881 és 1883 között épült, amely a ház bejáratától nem messze a földszinti részen egy deszkára van felírva. Masszív deszkákból épült, elnyújtott alaprajzú, csonka kontytetővel fedett épület. A bejárat előtti nyitott veranda, szintén nyeregtetővel van fedve. A földszintről az emeletre való átmenetnél a homlokzatokon védőtetőket készítettek, amelyeket cseréppel fedtek be. Az oromzatok háromszögeit fűrészelt deszkákból álló fal zárja le.